# Émile Gigleux
Œuvres principales
La tempête est passée : roman posthume
Émile Gigleux est un poète et écrivain français, né le 19 octobre 1868 à Étain (Meuse), et mort le 3 janvier 1902 à Courbevoie (Hauts-de-Seine).

## Biographie
Marie Ernest Émile Gigleux est né à Étain (Meuse) le 19 octobre 1868. Son père Claude Gigleux, principal du collège d'Étain, est âgé de 49 ans, et sa mère Jeanne Félicie Vinot, sans profession, est âgée de 38 ans.
Son père meurt le 18 novembre 1870, Émile est âgé de 2 ans.
Lorsqu'il a 20 ans, le Conseil de Révision de la Seine le déclare bon pour le service armé et dispensé (frère mort en activité de service), et signale : sourcils châtains, yeux bleus, front découvert, nez moyen, bouche moyenne, menton rond, visage ovale, taille 1,67 m. Il est réformé en 1895 pour tuberculose pulmonaire.
Il obtient sa licence de droit à Paris en 1890, et est employé au Crédit foncier de France,.
Miné par la phtisie,, il meurt célibataire le vendredi 3 janvier 1902, à l'âge de 33 ans, à Courbevoie (Hauts-de-Seine), en son domicile rue de Sébastopol, 16, où il habitait avec sa mère,. Ses obsèques ont été célébrées en l'église de Courbevoie,.

## Regards sur l'œuvre
Dans le Dictionnaire bibliographique et critique (...) des poètes français du XIXe siècle par Catulle Mendès :
- Selon l'opinion du critique Clément Janin, le recueil Les Troublants mystères d'Émile Gigleux fait honneur aux lettres françaises, en alliant le charme de Musset à la vigueur nerveuse de  M. de Heredia[10].
- Pour Georges Rodenbach, le recueil Les Frissons de l'Ombre est un « livre d'une inspiration touffue et multicolore, d'un lyrisme qui s'exprime en rythmes piaffants, en nobles images »[10].

Avec d'autres poètes (Paul Vérola (Horizons), Eugène Soubeyre (Au Royaume d'Eve), Adrien Mithouard (L'Iris exaspéré)), sa poésie symboliste (Troublants Mystères), « décorative et légendaire à la mode (...) », est condamnée en 1895 par  Adolphe Retté, qui y voit une inspiration s'épuisant dans un raffinement artificiel.
Vers 1895, un groupe de jeune poètes (les « Poètes nouveaux ») a publié dans Simple Revue, sous le titre d'ensemble « La Poésie », leurs intentions littéraires particulières. Parmi Emile Boissier, Victor Debay, Henri Degron, André Escourrou, Paul Gabillard, Charles Grimont, Fernand Hauser, Tristan Klingsor, Adolphe Lacuzon, Charles Martine, Francis Norgelet, Edmond Pilon, Edmond Rocher, Louis Roux-Servine, la devise d'Émile Gigleux était « Ne point assujettir le fond à la forme, ne point sacrifier la forme à l'idée ! ». La Revue du Nord de la France proposait de les baptiser les Fluidistes.
Les jeunes écrivains de 1898, dont fait partie Emile Gigleux, voulaient être idéalistes, en réaction au naturalisme et au réalisme ; leur langue est  « riche, hardie, artiste, mais (...) encore tout enténébrée des brouillards du « symbolisme ».

## Œuvres

### Volumes de vers
- Chants de Ménestrels[14] (1893)[10],[15]
  - Les rythmes des eaux
  - Cantilènes de Troubadours
  - Mosaïque
- Les troublants mystères (1895)[10]
- Les Frissons de l'Ombre[16] (1898)[10]
- Quand les mots tremblent sur nos lèvres[17] (juin 1900)[10]

### Contes
- La Princesse Obéliane (inédit) (ca. 1894-1900)[18]
  - « Le Monastère maudit »
  - « La Ceinture magique »
  - « Gomarahul la sorcière »
  - « Bérangère la Bergère »
  - « Vipéria »
  - « La Captive des îles inconnues »
  - « La Fée des golfes »
  - « La Kimaira »
  - « Le Page aux cheveux d'or »

### Romans
- Dernières Caresses (en cours de parution à sa mort)[19]
- La tempête est passée : roman posthume (1903)[20]

### Drames
- Mélusine (cinq actes en vers - qui allait passer à l'Odéon à sa mort)[19]

### Revues d'art et de littérature
Émile Gigleux a collaboré à de nombreuses revues d'art et de littérature de 1892 à sa mort,.
Par exemple :
- Le Gringoire 
  - N°2 du 13 décembre 1893
  - N°3 du 1er février 1894
  - N°9 du 15 juin 1894

- Gil Blas illustré 
  - N°2 du 13 janvier 1895 (Le Sommeil de l'Ondine par Émile Gigleux)[22]

- Le Patriote Du Dimanche 

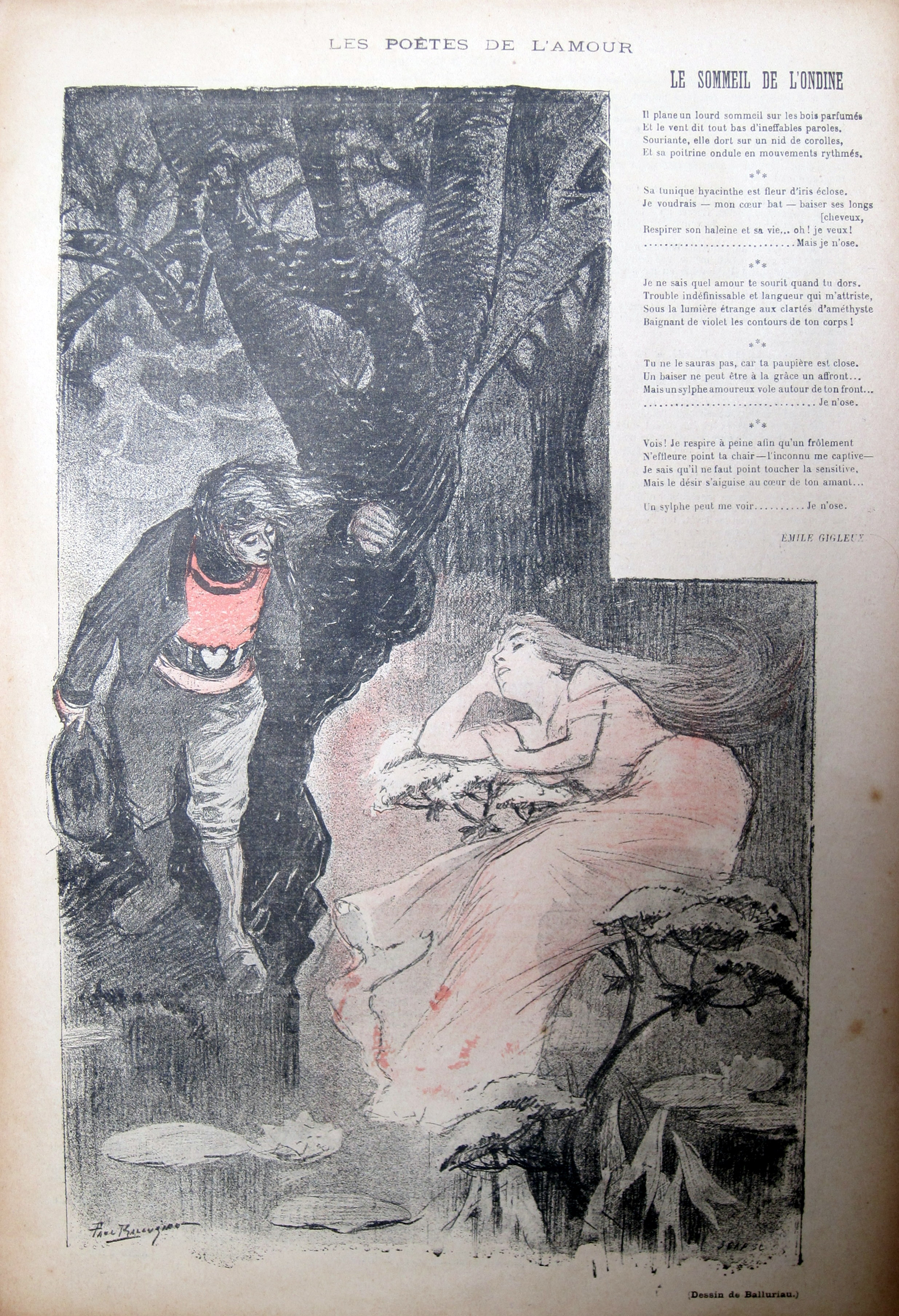
Le Sommeil de l'Ondine par Émile Gigleux (dessin de Balluriau), dans Gil Blas illustré le 13/01/1895

  - N°13 du 25 juillet 1897 (Idylles du Crépuscule par Émile Gigleux)

### Chansons
- Chansons et romances de Elie Gozlan. 1, Berceuse du réveil (édité en 1904, contributeur Gigleux, E., auteur présumé du texte)[23]

## Citation
LE SOMMEIL DE L'ONDINE

Il plane un lourd sommeil sur les bois parfumés

Et le vent dit tout bas d'ineffables paroles.

Souriante, elle dort sur un nid de corolles,

Et sa poitrine ondule en mouvements rythmés.

Sa tunique hyacinthe est fleur d'iris éclose.

Je voudrais - mon cœur bat - baiser ses longs cheveux,

Respirer son haleine et sa vie... oh ! je veux !

....................................................Mais je n'ose.
(...)
ÉMILE GIGLEUX